# カルロス・ハビエル・デ・ボルボン＝パルマ
カルロス・ハビエル・デ・ボルボン＝パルマ・イ・オランヘ＝ナッサウ（スペイン語: Carlos Javier de Borbón-Parma y Orange-Nassau, 1970年1月27日 - ）は、イタリアの旧諸侯パルマ公爵家の家長で、名目上のパルマおよびピアチェンツァ公（2010年 - ）。またスペインのカルリスタ王位請求者（2010年 - ）。パルマ公としてはカルロ5世（イタリア語: Carlo V）、カルリスタの王としてはカルロス・ハビエル1世（スペイン語: Carlos Javier I）と呼ばれる。またオランダ女王ベアトリクスの甥であり、オランダ王室の広義の成員と見なされている。

## 経歴

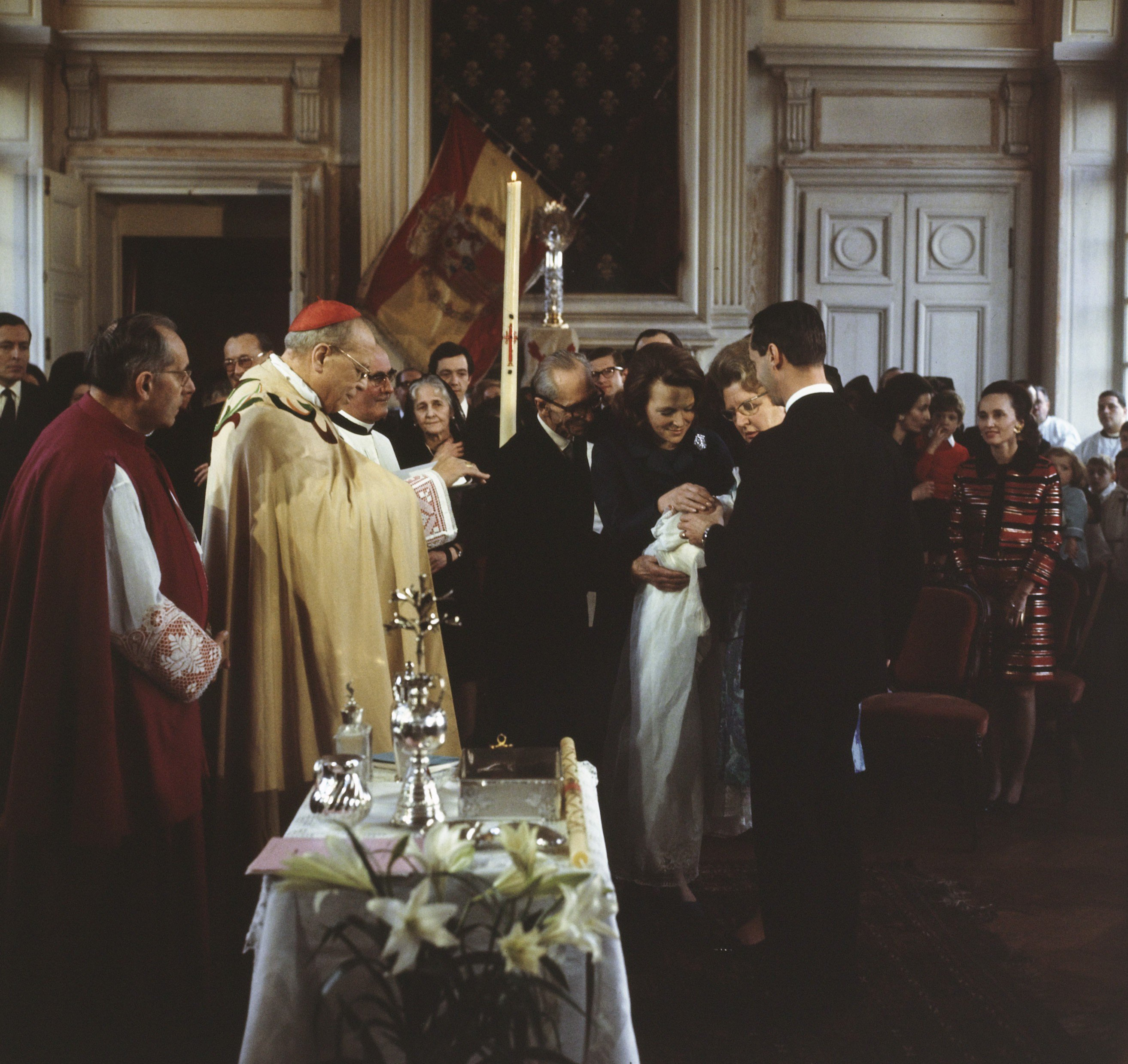
カルロス・ハビエルの洗礼式（1970年2月10日）

パルマ公およびカルリスタ王位請求者のカルロス・ウゴと、その妻のオランダ王女イレーネの間の長男（第1子）として生まれた。オランダ、スペイン、フランス、イングランド、アメリカ合衆国を転々としながら幼少期を過ごしたが、1981年に両親が離婚した後は、母と弟妹たちと一緒にオランダに移り、祖母ユリアナ女王の住むスーストダイク宮殿で育った。ウェズリアン大学で政治学を、ケンブリッジ大学で人口統計学および哲学史を学んだ。学業を終えたあとはABNアムロ銀行に入社してアムステルダム本店に勤務し、ユーロ通貨導入の準備事業に関わった。その後、欧州公共政策顧問会社（EPPA）所属の公共政策コンサルタントとしてブリュッセルで勤務している。
1996年に父カルロス・ウゴにより、パルマ公嗣子の帯びるピアチェンツァ公（Principe di Piacenza）に叙爵され、2003年にカルリスタ王家の儀礼称号としてマドリード公（Duque de Madrid）を授けられた。ただし上記の称号はいずれも父の主張する形式的な王位・公爵位に依拠した叙爵に過ぎず、現存する国家政府の元首（君主）が認めたものではない。2010年の父の死に伴い、カルロスは名目上のパルマおよびピアチェンツァ公を称した。
しかし1996年、カルロスとその弟妹は伯母のベアトリクス女王により、父方から受け継いだブルボン＝パルマ公子（Prins de Bourbon de Parme） の称号および王家の殿下（Zijne Koninklijke Hoogheid）の敬称を法的に認められ、兄弟姉妹はオランダ貴族の序列において最高位を占めることになった。カルロスとその弟妹はオランダ王家にも狭義のオランダ王室にも属さないが、ユリアナ女王の外孫として広義のオランダ王室の成員に数えられている。カルロスはオランダ王室の行事に出席することも多い。

## 子女

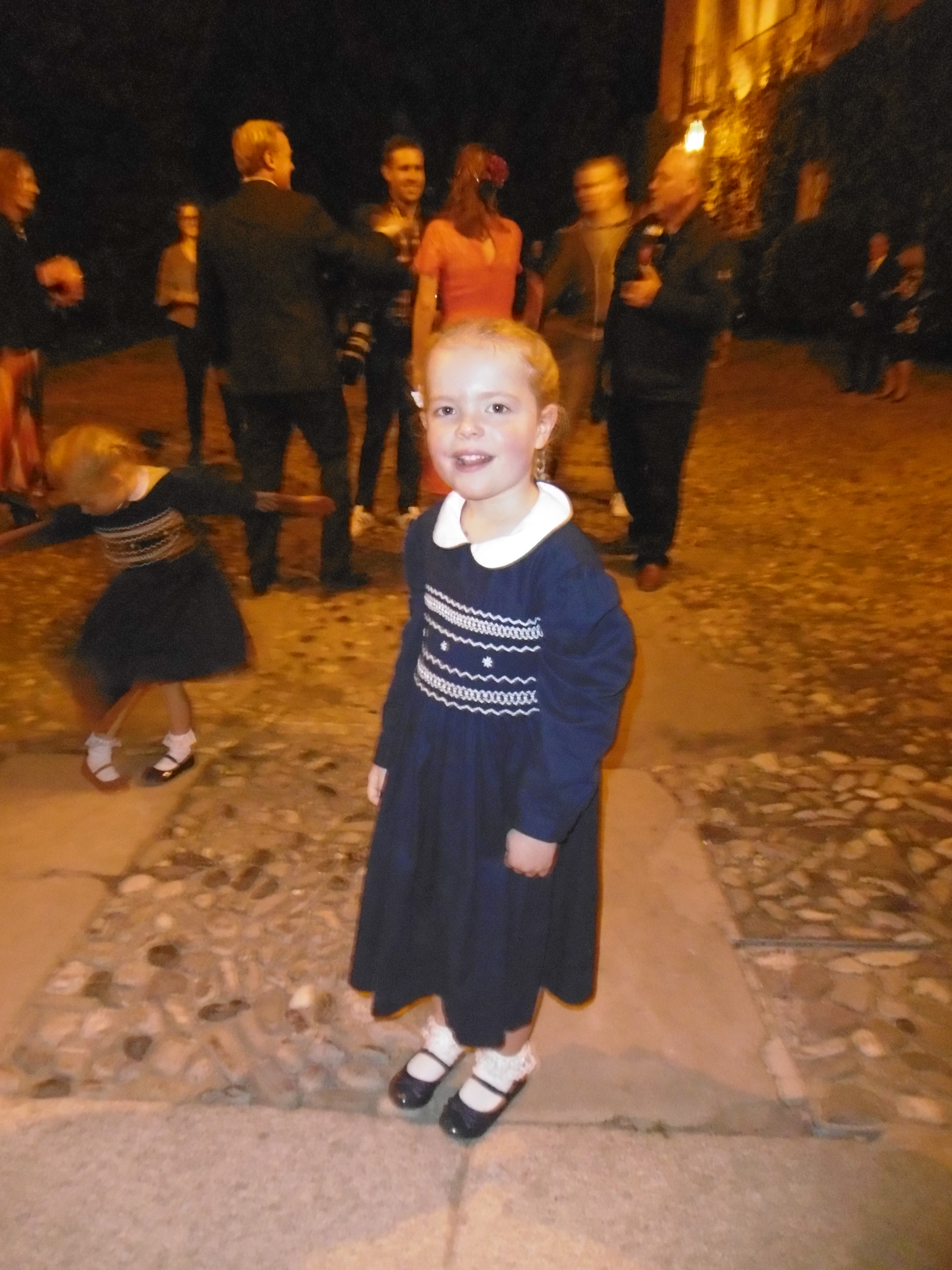
長女ルイサ

2010年6月12日、ユトレヒト州南部のウェイク・バイ・ドゥールステーデにおいて、オランダ公共放送NOSブリュッセル特派員のアンネマリー・フアルテリー・ファン・ウェーゼルと民事婚を挙げた。彼女はオランダの政治家ハンズ・フアルテリー・ファン・ウェーゼルの娘である。宗教婚はカルロスの父カルロス・ウゴが同年8月に死去したために延期され、同年11月20日にブリュッセル・イクセル区のラ・カンブル修道院において執り行われた。
アンネマリー妃との間に1男2女を儲けているが、カルリスタの伝統的価値観に従えば貴賤結婚であるため、子女に継承権はないとする見解もある。
- ルイサ・イレーネ・コンスタンセ・アンナ・マリア（2012年 - ）
- セシリア・マリア・ヨハンナ・ベアトリクス（2013年 - ）
- カルロス・エンリケ・レオナルド（2016年 - ）

また1997年生まれの非嫡出子（男子）が1人いる。